# Basilique Santa Maria in Porto
La basilique sanctuaire Santa Maria in Porto est un important lieu de culte catholique à Ravenne ; il est situé le long de via di Roma (l'axe routier qui traverse tout le centre historique de la ville du nord au sud), non loin de la Porta Nuova. Il abrite le sanctuaire de la Vierge Grecque, patronne de Ravenne. 
En octobre 1960, le pape Jean XXIII l'a élevée à la dignité de basilique mineure. 

## Histoire
Dans la première moitié du XVe siècle, les chanoines réguliers de Santa Maria in Porto ont décidé de construire leur propre monastère adjacent à l'église de Santa Maria in Porto Fuori, une ville située à environ 4 km des remparts de Ravenne. Cependant, les Vénitiens ont imposé que le monastère soit construit à l'intérieur des murs de la ville. Par conséquent, un terrain occupé par des maisons a été acheté à Porta Nuova, à l'extrémité sud du centre habité, maisons qui ont été démolies le 5 août 1496. 
La construction du monastère, commencée la même année, se termine treize ans plus tard, en 1509, même si les chanoines s'y sont déjà installés depuis 1503. En 1511, le pape Jules II y a vécu pendant son voyage en Romagne. Cette même année, le projet de l'église du nouveau monastère a été présenté par l'architecte de Ravenne Bernardino Tavella ; sa construction, cependant, n'a commencé qu'en 1553 et s'est poursuivie dans les décennies suivantes (la couverture de la nef centrale a été réalisée en 1561). La consécration solennelle a eu lieu le 8 octobre 1606 par l'archevêque de Ravenne avec le cardinal camerlengue Pietro Aldobrandini. En 1710, le nouveau maître-autel a été construit et, en 1784, la façade a été achevée, œuvre de Camillo Morigia. 
En 1797, l'église subit les effets de l'invasion française: le sanctuaire est en effet dépouillé et pillé et les moines sont expulsés. Depuis lors, la Pinacothèque de Brera de Milan a conservé le tableau, également connu sous le nom de Pala Portuense  représentant la Vierge à l'Enfant avec les saints Anne, Elisabeth, Augustin et le bienheureux Pietro degli Onesti du peintre Ercole de Roberti. L'année suivante, le monastère et l'église ont été fermés, et utilisés comme casernes militaires. Ce n'est qu'en 1828 que le monastère a rouvert, mais a été définitivement fermé en 1886 en raison des lois sur la liquidation des biens ecclésiastiques (arrêté royal no 3036 du 7 juillet 1866), et est devenu un établissement de confiserie. 
À la fin du XIXe siècle, l'église Santa Maria in Porto est cédée au clergé diocésain et devient siège de paroisse. La nouvelle paroisse a incorporé le territoire de la paroisse supprimée qui appartenait à l'église de Santa Barbara. À l'initiative de l'archevêque Vincenzo Moretti (1871-1879) et de ses successeurs, le culte de la Vierge Grecque a été restauré. Le 21 avril 1900, à l'occasion des célébrations de son huitième centenaire, l'image de la Vierge est solennellement couronnée. 
Frappée par une bombe non explosée dans la zone du chœur le 24 juillet 1944, l'église a ensuite été restaurée. Aujourd'hui, le monastère est en partie utilisé comme résidence pour les moines de l'Ordre de San Paolo Primo Eremita, qui officient encore, et en partie est le siège de la Pinacothèque civique (depuis 1972).

## Description

### Extérieur
L'église, qui surplombe une grande zone rectangulaire avec des parterres de fleurs, est précédée d'un escalier, achevé en 1783. La façade blanche en pierre d'Istrie, saillante, est l'œuvre de Camillo Morigia et a été achevée en 1784. Elle est divisée en deux bandes superposées par une haute corniche : la bande inférieure, d'ordre ionique, correspond aux trois nefs ; la partie supérieure, d'ordre corinthien, correspond seulement à l'allée centrale.

### Intérieur
La basilique de Santa Maria in Porto a un plan en croix latine, avec une salle divisée en trois nefs de six travées latérales et trois centrales, recouvertes d'une voûte nervurée. 

### Orgue à tuyaux
Sur les deux parois latérales de l'abside, se trouvent les deux stalles du chœur en bois du XVIIIe siècle, chacune abritant à l'origine son propre orgue. Les instruments, modifiés à plusieurs reprises, ont été unifiés en 1978 par le facteur d'orgues de Ferrare Gianni Ferraresi et, à cette occasion, restaurés et adaptés aux canons de l'époque. 

## La «Vierge grecque»
L'image sacrée de la Vierge grecque, patronne de Ravenne, est vénérée dans l'église. Selon la tradition, l'image a miraculeusement atteint Ravenne depuis Constantinople en l'an 1100, le jour du dimanche de la Divine miséricorde. Elle aurait été trouvée sur la plage par les moines de Santa Maria in Porto Fuori. Il s'agit d'un bas-relief byzantin sculpté en marbre de Paros, datant d'une époque antérieure au Concile d'Éphèse (431). Elle serait l'une des plus anciennes représentations de la Vierge réalisée en Orient.

## Images

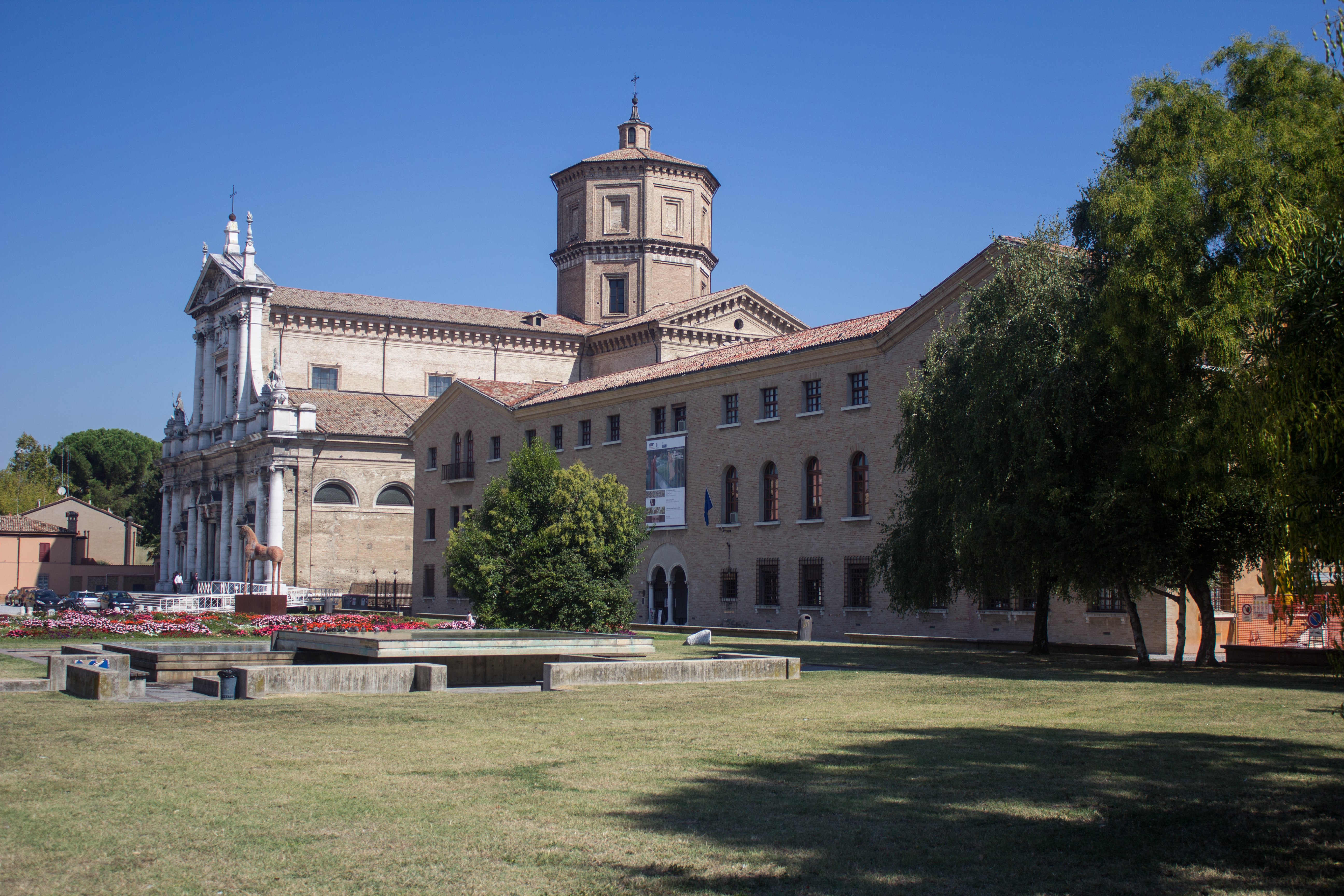
Vue extérieure.
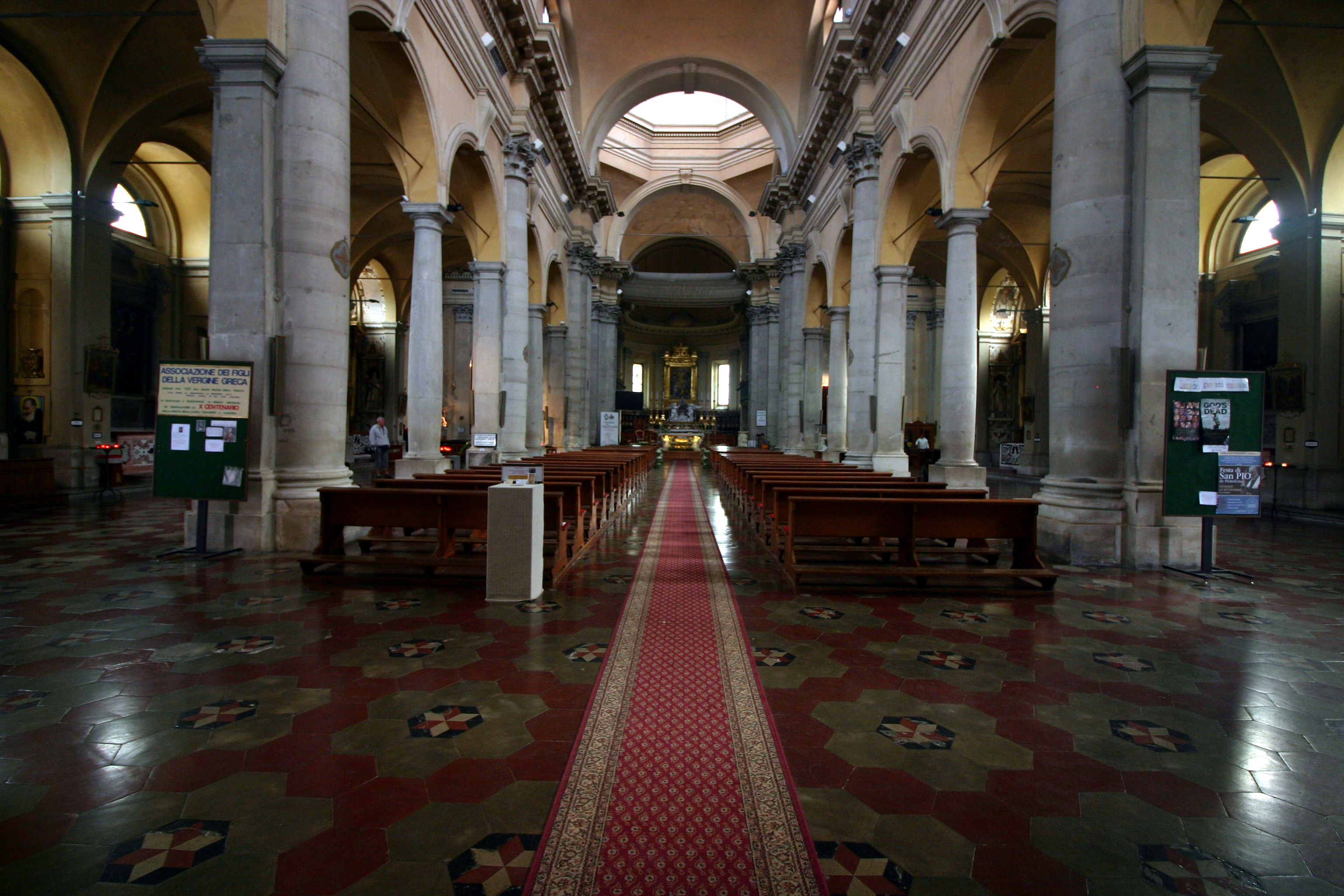
L'intérieur de la basilique.
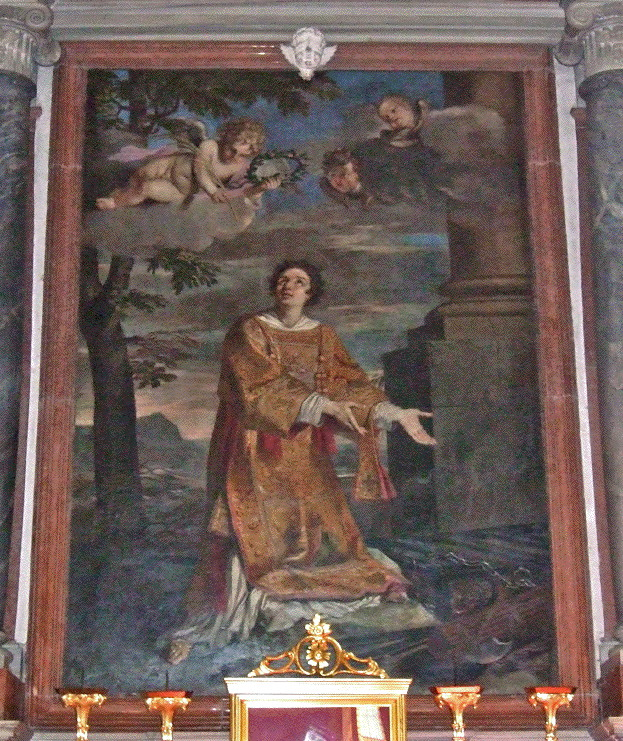
Emilio Taruffi, retable de San Lorenzo.
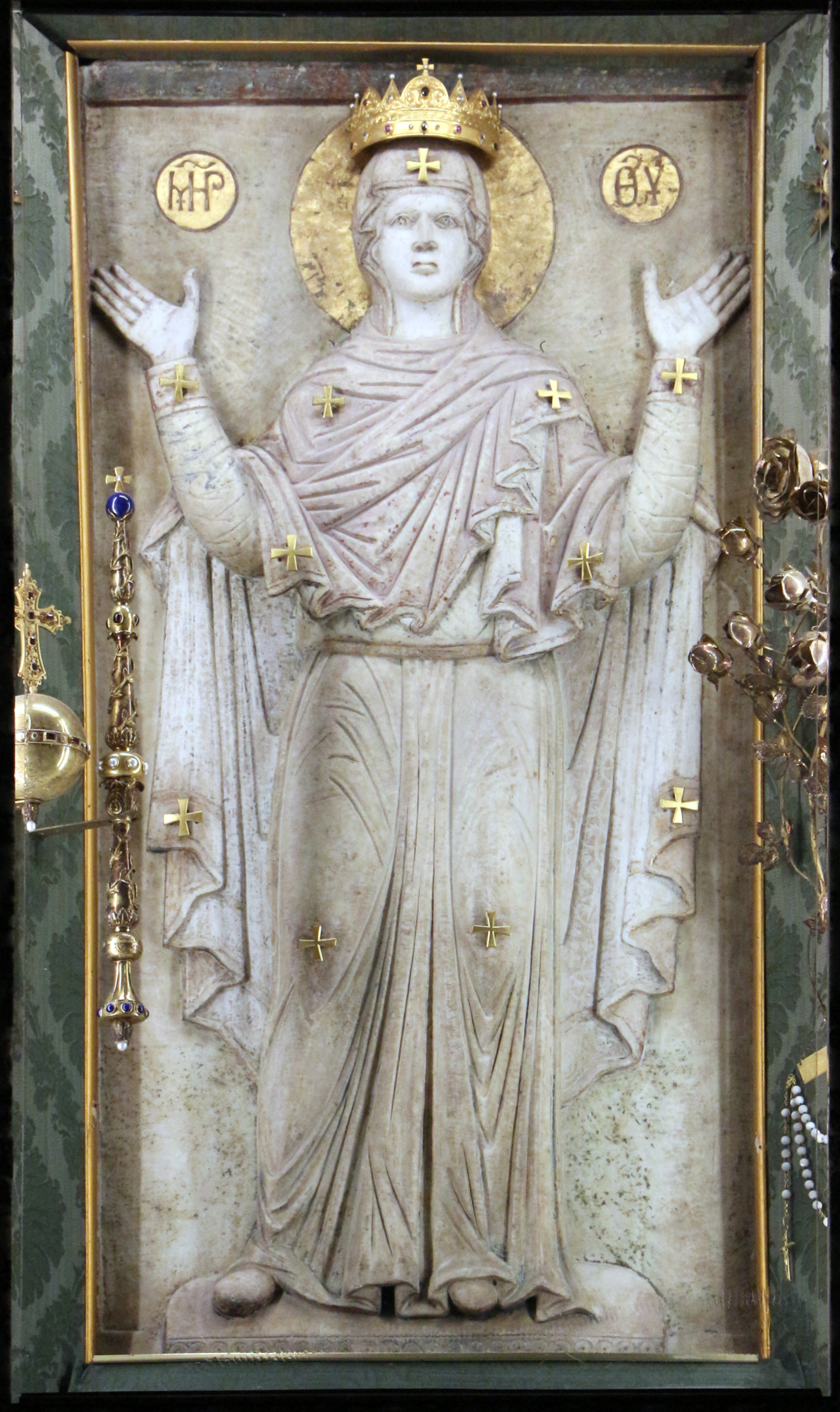
La Vierge Grecque de Ravenne.